# Massacre de Moura
Le massacre de Moura a lieu du 27 au 31 mars 2022, pendant la guerre du Mali. Il est commis par les forces armées maliennes et les mercenaires russes du groupe Wagner.
Situé dans une zone contrôlée par les djihadistes du Groupe de soutien à l'islam et aux musulmans, le village de Moura est assiégé pendant cinq jours.
L'opération dégénère en massacre des habitants, soupçonnés par les militaires maliens et les mercenaires russes d'être soit des terroristes, soit des collaborateurs. Des centaines d'habitants sont alors exécutés. L'armée se livre au pillage des habitations et plusieurs femmes sont victimes de viols.
Il s'agit alors du pire massacre de civils depuis le début du conflit malien.

## Contexte
Peuplée d'un peu plus de 10 000 habitants, Moura est une localité située dans la région de Mopti, dans le centre du Mali.
Selon le journaliste du Monde Morgane Le Cam : « La localité est réputée pour la qualité de son marché à bestiaux. En ce dernier week-end avant le début du ramadan, les habitants des villages environnants se pressent, nombreux, pour acheter des moutons. Parmi la foule, des hommes armés circulent à la vue de tous. Moura est située dans une zone boisée et inondée difficile d’accès ».
La zone est sous le contrôle des djihadistes de la katiba Macina, affiliée au Groupe de soutien à l'islam et aux musulmans depuis plusieurs années. Ces derniers ont l'habitude de se rendre chaque dimanche à Moura pour s'approvisionner au marché. Selon les déclarations donnée au journal Libération par un membre d'une association de jeunes de Moura : « Ils viennent dire leur bêtise, demandent qu'on voile nos femmes. Ils nous menacent, puis repartent. Si on les combat, ils reviendront et nous tueront tous ». D'après le témoignage de deux habitants à Libération, « une soixantaine au maximum » de djihadistes étaient présents à Moura dans la journée 27 mars, davantage qu'à l'accoutumée. Selon Amadou Koufa, chef de la katiba Macina, les djihadistes n'étaient qu'une trentaine à Moura au moment de l'attaque,.
Selon le journaliste Wassim Nasr, l'armée malienne multiplie les opérations offensives dans le centre du Mali depuis plusieurs semaines afin de mettre en difficultés la katiba Macina. Cette tentative de montée en puissance est suivie d'une multiplication des exactions de l'armée malienne, suppléée par des mercenaires du groupe Wagner.
Quelque temps avant l'opération, grâce à des renseignements récoltés sous contrainte d'un proche d'Amadou Koufa, l'armée malienne estime que le chef de la Katiba Macina et certains de ses lieutenants seraient alors dans la région de Moura. Les forces maliennes organisent immédiatement une opération de grande envergure avec les mercenaires russes dans le but de capturer Koufa.

## Déroulement
Le 23 mars, l'armée malienne lance une offensive dans le cadre de l'opération « Kélétigui » (« celui qui possède la guerre » en bambara), menée depuis la fin de l'année 2021 dans le centre et le sud du Mali. Des militaires de l'armée de terre, de l'air et des forces spéciales sont déployés, ainsi que des mercenaires russes du Groupe Wagner,, et cinq hélicoptères. D'après des témoignages recueillis par Human Rights Watch, les Russes sont au nombre d'une centaine et sont même encore plus nombreux que les militaires maliens dans les premiers jours de l'opération.
L'armée malienne arrive aux abords de Moura, située à 45 kilomètres de Mopti, le 27 mars 2022, qui est alors un jour de foire dans la localité. Pendant cinq jours, le village est assiégé.
L'opération tourne au massacre. Un défenseur des droits de l'homme africain déclare au journal Le Monde : « Des hélicoptères ont survolé le marché en tirant sur ceux qui essayaient de fuir. Pendant ce temps, les djihadistes se sont débarrassés de leurs armes et se sont fondus dans la foule. Des soldats maliens et russes ont été débarqués au sol et ça a été le début du massacre. Ils ont rassemblé les hommes, en ont exécuté beaucoup, ont fouillé les maisons pour tuer ceux qui s’y cachaient. Ils n’ont pas fait de distinction entre les djihadistes ou les autres ».
Plusieurs témoignages sont recueillis par le journal Libération. D'après ces derniers, l'attaque débute à 11 heures avec au moins trois hélicoptères. Un témoin déclare que : « Deux hélicoptères ont atterri dans le champ et la cour de ma maison à l’extérieur du village. Des blancs en sont sortis, ont pris place sur mon toit et ont ouvert le feu sur des hommes qui couraient ». Pendant ce temps, un troisième appareil ouvre le feu sur des fuyards à pied, tandis que sur la place du marché des « soldats blancs » tirent de manière indiscriminée sur les forains. Au moins deux maisons sont incendiées, dont le magasin d'un boucher où plusieurs personnes qui s'y étaient réfugiées sont brûlées vives.
Les coups de feu s'achèvent à 15 heures. Selon l'ONU, environ 20 civils et 12 djihadistes sont tués le premier jour.
Au cours des jours suivants, les mercenaires russes, au nombre de plusieurs dizaines, commencent à séparer les hommes en trois groupes : « terroristes, terroristes présumés ou collaborateurs soupçonnés ». Ceux du premier groupe sont immédiatement exécutés, les autres sont emmenés pour être interrogés. D'après le témoignage du membre d'une association de jeunes de Moura : « S'il a une barbe, des traits ou un accent peul, l'homme est amené sur une fosse ou au bord de la rivière et abattu ». Le rapport de l'ONU du 12 mai 2023 et des témoins cités par Human Rights Watch vont dans le même sens. L'un d'eux déclare que « de nombreux hommes ont été tués car ils avaient été forcés par des jihadistes de laisser pousser leurs barbes ». Un autre confirme que « les soldats semblaient cibler les Peuls ».
Selon Human Rights Watch, les forces gouvernementales emmènent les hommes détenus dans une zone à l'est de la ville, confisquent leurs téléphones et les divisent en au moins trois groupes. Ils leur ordonnent de s'allonger sous le soleil brûlant pendant de longues heures. Pendant ce temps, les militaires fouillent la ville et, selon plusieurs habitants, confisquent plusieurs armes à feu. Ils auraient également volé des bijoux, de l'argent et d'autres objets de certains ménages et brûlé des dizaines de motos. La nuit, les militaires maliens entourent certaines parties du village abritant des civils avec des gaines électriques haute tension, plusieurs civils ayant tenté de fuir pendant la nuit sont morts électrocutés.
Le 28 mars, la plupart des mercenaires russes se retirent avec les prisonniers. Selon l'ONU, les militaires maliens conduisent également des prisonniers à Sévaré ou Bamako. Au moins plusieurs dizaines de captifs sont torturés ou subissent des traitements « inhumains et dégradants »,. Certains sont électrocutés par le sexe.
Pendant les journées du 28 et 29 mars, les militaires maliens poursuivent les fouilles des maisons et procèdent à des arrestations. Le 30, les femmes sont appelées à leur tour. Plusieurs d'entre-elles sont conduites le soir au campement où elles sont violées par les militaires maliens. Selon le rapport de l'ONU, « 58 femmes et jeunes filles ont été victimes de viol et autres formes de violences sexuelles ».
Les maisons, laissées vides, sont livrées au pillage. Pendant ce temps les suspects continuent d'être triés : certains sont exécutés près du fleuve, d'autres sont relâchés. Le matin du 31 mars, les tueries s'achèvent et les militaires maliens ordonnent aux habitants d'enterrer les corps.
Deux fosses communes sont alors creusées et les corps sont brûlés avec de l'essence avant d'être recouverts de terre. À 10 heures, les derniers soldats maliens se retirent de Moura par hélicoptères. Mais plus tard dans la journée, les djihadistes refont leur apparition à Moura, où ils cherchent à rassurer la population et à se présenter en protecteurs contre l'armée malienne.

## Bilan humain
Le bilan humain est difficile a établir, cependant l'ampleur du massacre est sans équivalent depuis le début du conflit, dix ans plus tôt,. Des corps sont retrouvés calcinés ou criblés de balles. Des fosses communes sont creusées par les habitants. Dans les premiers jours d'avril, un défenseur des droits de l’homme originaire du centre du Mali déclare au journal Le Monde : « Ce matin, les villageois étaient encore en train d’enterrer des corps. Ils n’arrivent plus à les compter tant ils sont nombreux ».
Le 1er avril, l'armée malienne donne son bilan et affirme avoir tué « 203 combattants des groupes armés terroristes » et interpellé 51 personnes,,,. Le communiqué ne fait pas état de pertes au sein des forces armées maliennes,. Il conclut que « le respect des droits de l’homme reste une priorité pour la conduite des opérations ».
Interrogé par l'AFP, le colonel Souleymane Dembélé, directeur de la communication des FAMa, finit par donner un bilan de huit militaires tués à Moura, dans « combats en périphérie et [...] aux alentours de la ville », mais sans précision de date.
Cependant Amnesty International conteste la version de l'armée malienne et indique que des témoignages recueillis sur place font état de 150 à 500 victimes civiles,. Ousmane Diallo, du bureau d'Amnesty International en Afrique de l'ouest, basé à Dakar, dénonce « une brutalité de l'armée malienne et des mercenaires du groupe Wagner ». Il ajoute que : « L'armée malienne parle de 203 morts dans un rassemblement et parle de combats alors que toutes les sources avec lesquelles nous avons pu discuter nous disent qu'il n'y a pas eu de combat. Il y a eu une attaque par hélicoptère le jour de la foire. Le siège sur le village a duré plus de cinq jours au cours duquel l'armée malienne a investi le village, fouillé les maisons, aurait exécuté plusieurs civils et forcé quelques-uns des forains qui étaient à Moura à creuser des tombes afin d'enterrer ou de brûler toutes les personnes qui ont été tuées dans le cadre de ces opérations ». Ousmane Diallo estime qu'« au moins 200 à 300 personnes ont été tuées » et « qu'une grande majorité des personnes exécutées, environ 80%, étaient des civils ».
Le 3 avril, le journal Libération indique pour sa part que le massacre aurait fait 200 à 400 morts en cinq jours selon ses informations.
Le 5 avril, Human Rights Watch donne pour sa part une estimation d'environ 300 personnes massacrées,. D'après les témoignages recueillis par l'ONG, des djihadistes figurent parmi les personnes exécutées, mais la grande majorité des victimes sont des civils. Des survivants évoquent un ciblage ethnique des Peuls de la part des soldats maliens et des mercenaires russes. Corinne Dufka, directrice chargée du Sahel au sein de l'ONG Human Rights Watch alerte également sur une augmentation significative des crimes de guerre au Mali : « Le nombre de civils qui auraient été tués par les djihadistes, l’armée et Wagner ces dernières semaines est tout simplement ahurissant et marque un tournant meurtrier dans le conflit. Le Mali doit assurer la justice pour ses citoyens, indépendamment de leur ethnie ou de leur implication présumée dans un groupe armé. Tuer des civils et des suspects au nom de la sécurité n’est pas une façon de mener la guerre ».
Le même jour, Mediapart fait état de 300 à 600 morts, d'après différentes sources.
Le 23 juin, dans une vidéo diffusée par Al-Zallaqa, Amadou Koufa, le chef de la katiba Macina, accuse à son tour l'armée malienne et Wagner d'avoir massacré « des centaines d’innocents isolés », alors que seulement une trentaine de ses combattants étaient présents à Moura,.
De son côté, la MINUSMA se déclare « très préoccupée par les allégations de violences survenues contre les civils ». Des habitants reprochent cependant à la MINUSMA ne pas être intervenue, alors qu'un camp de casques bleus se trouvait à Mopti, à moins d'une cinquantaine de kilomètres.
Le 12 mai 2023, un an après le massacre, le Haut-Commissariat des Nations unies aux droits de l'homme (HCDH) publie son rapport et conclut qu'au moins 500 civils, dont une vingtaine de femmes et sept enfants, ont été massacrés pendant au moins quatre jours par les forces armées maliennes et des « personnels militaires étrangers »,,. Le rapport indique avoir recensé les noms d'au moins 238 victimes.

## Réactions
Le 4 avril, la France se déclare « gravement préoccupée » par de possibles « exactions massives » commises  à Moura par des militaires maliens « accompagnés de mercenaires ». Le ministère des Affaires étrangères fait état de « centaines de civils » tués et « appelle à l'ouverture rapide d'enquêtes nationales et internationales pour établir les responsabilités de ces actes et traduire en justice leurs auteurs ».
Le 7 avril, l'émissaire de l'ONU pour le Mali, El-Ghassim Wane, réclame un accès « impératif » à la localité de Moura. Il déclare que « l'autorisation de déploiement d'une mission intégrée n'a, jusqu'à présent, pas été autorisée malgré un engagement important auprès des autorités nationales ».
Le 8 avril, la Russie « félicite » le Mali et parle d'une « victoire importante ».
La junte malienne nie sa responsabilité dans le massacre et rejette les conclusions du rapport de l'ONU du 12 mai 2023,. Le 13 mai 2023, Abdoulaye Maïga, le porte-parole du gouvernement, affirme qu'« aucun ressortissant civil de Moura n'a perdu la vie pendant l'opération militaire. [...] Parmi les morts, il n'y avait que des combattants terroristes »,. Il dénonce « un récit fictif et ne répondant pas aux normes internationales établies » et accuse les enquêteurs et leurs « complices », d'« espionnage, atteinte à la sureté extérieure de l'État » et de « complot militaire »,.
Le 15 mai 2023, les États-Unis réagissent au rapport de l'ONU et se déclarent « atterrés par le mépris à l'égard de la vie humaine montré par des éléments des forces armées maliennes en coopération avec le groupe Wagner soutenu par le Kremlin, lors d'une opération à Moura, en mars de l'année dernière ».
Le 25 mai 2023, les États-Unis imposent des sanctions contre les responsables du massacre de Moura : le colonel Moustaph Sangaré, commandant du 33e régiment de commandos parachutistes, le major Lassine Togola, commandant du bataillon autonome des forces spéciales du Mali, et Ivan Aleksandrovitch Maslov, chef du groupe Wagner au Mali,,.

## Vidéographie
- [vidéo] Mali : Moura, des rescapés parlent..., TV5Monde Info, 1er septembre 2022.

## Documents
- HAUT-COMMISSARIAT AUX DROITS DE L’HOMME, « Les troupes maliennes et le personnel militaire étranger ont tué plus de 500 personnes lors de l'opération militaire à Moura en mars 2022 - Rapport de l'ONU sur les droits de l'homme », sur www.ohchr.org, 12 mai 2023[28]